# Bineta Diop
Bineta Diop és una militant dels drets de les dones nascuda a Gueoul, Senegal. És la fundadora de l'ONG de les dones solidaries d'Àfrica i del Centre panafricà pel gènere, el país i el desenvolupament. Bineta Diop es la filla de Marèma Lô, qui ocupa el lloc de vicepresidenta de les dones, al si de la Unió progressista senegalista.